# Ozvučnice (nádoba)

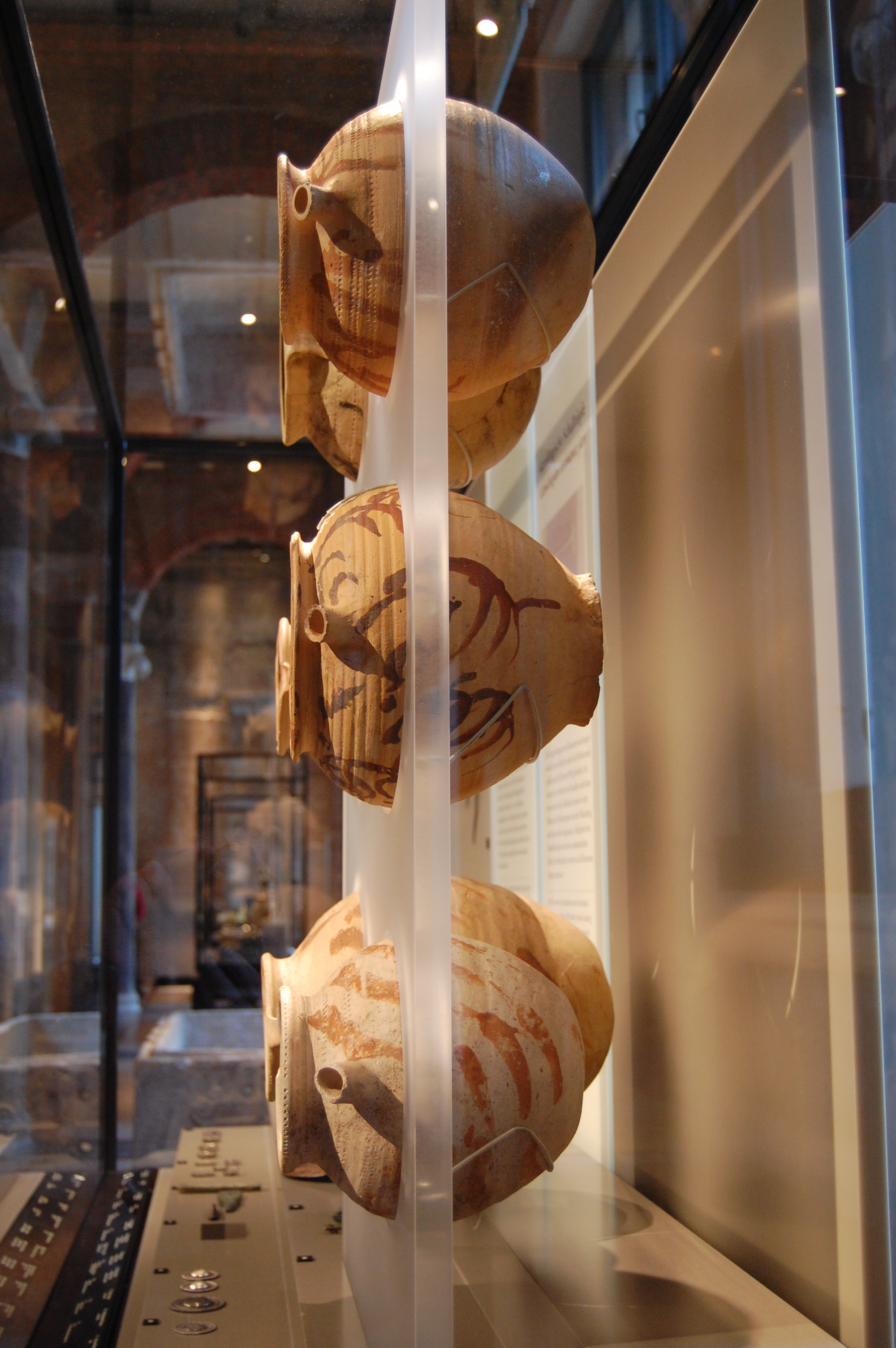
Rekonstrukce ozvučnic, Nové muzeum, Berlín

Ozvučnice byla keramická nádoba v klenbách či zdivu historických staveb. Byla vkládána do zdiva staveb starověkých (antická divadla) i středověkých (zejména interiéry chrámů).
V podmínkách střední Evropy se nejčastěji setkáváme s nádobami tvaru džbánu či vázy, vkládanými do klenbového zdiva kolmo ke klenební ploše a obrácenými otevřeným hrdlem do interiéru. Záměrem přitom bylo zlepšit akustické poměry v interiéru stavby. Nádob bylo v interiéru obvykle více. V klenbách, ale i ve stěnách se obvykle usilovalo o určitou pravidelnost (např. byla v každé klenební kápi jedna ozvučnice).
Podle dosavadních zjištění se lze domnívat, že výskyt ozvučnicových nádob nebyl v českých zemích příliš častý, avšak detailní průzkum mnoha staveb z tohoto hlediska zatím proveden nebyl.

## Příklady
- Červená, okres Písek, kostel sv. Bartoloměje
- Dobrš, okres Strakonice, kostel Zvěstování Panny Marie
- Cheb, minoritský kostel, klenba presbyteria.
- Jílové u Prahy, kostel sv. Vojtěcha. Klenba presbyteria.
- Kovářov, kostel Všech svatých. Klenba presbyteria.
- Myšenec, kostel sv. Havla. Klenba presbyteria.
- Ostrov (u Davle), archeologizovaný románský klášterní kostel. Zdivo lodi.
- Pošná (okres Pelhřimov), kostel sv. Bartoloměje. Klenba presbyteria.
- Praha, Staré Město, Rotunda svatého Kříže Menšího. Obvodové zdivo lodi rotundy.
- Rychnov nad Kněžnou, kostel sv. Havla. Klenba presbyteria.[1]
- Vrchotovy Janovice, okres Benešov, kostel sv. Martina